# Végh Ilona
Verebi Végh Ilona (Bozsok, 1907. március 8. – Róma, 1940. szeptember 1.) magyar szobrász.

## Életpályája
Szülei Végh Gyula művészeti író (1870–1951) és gróf Wimpffen Mária Margit (1868–1930) voltak. Budapesten és Rómában tanult, ezt követően a Római Magyar Intézetben majd saját műtermében dolgozott. A budapesti Szent Imre kiállításon 1930-ban dicsérő elismerést kapott. Több munkával vett részt a Római Magyar Intézet budapesti kiállításán 1931-ben. 1933-ban Rómában gyűjteményes kiállításon mutatta be műveit a Jandolo Stúdióban, összesen 22 plasztikai munkát, melyek között a legkülönbözőbb technikákkal készült szobrok és kisplasztikái tárgyak voltak láthatóak. Nevezetesebb munkái apjának, Végh Gyula főigazgatónak arcképe és a Testa Romana. Művészetének javát képmásszobraiban adta. Kiváló érzéke volt a jellem megragadása iránt, a formákat pedig tömören és egyszerűen tudta összefoglalni.

## Művei
- Diana (1931)